# Square Charles-Laurent
Le Square Charles-Laurent est une voie située dans le quartier Necker du 15e arrondissement.

## Origine du nom

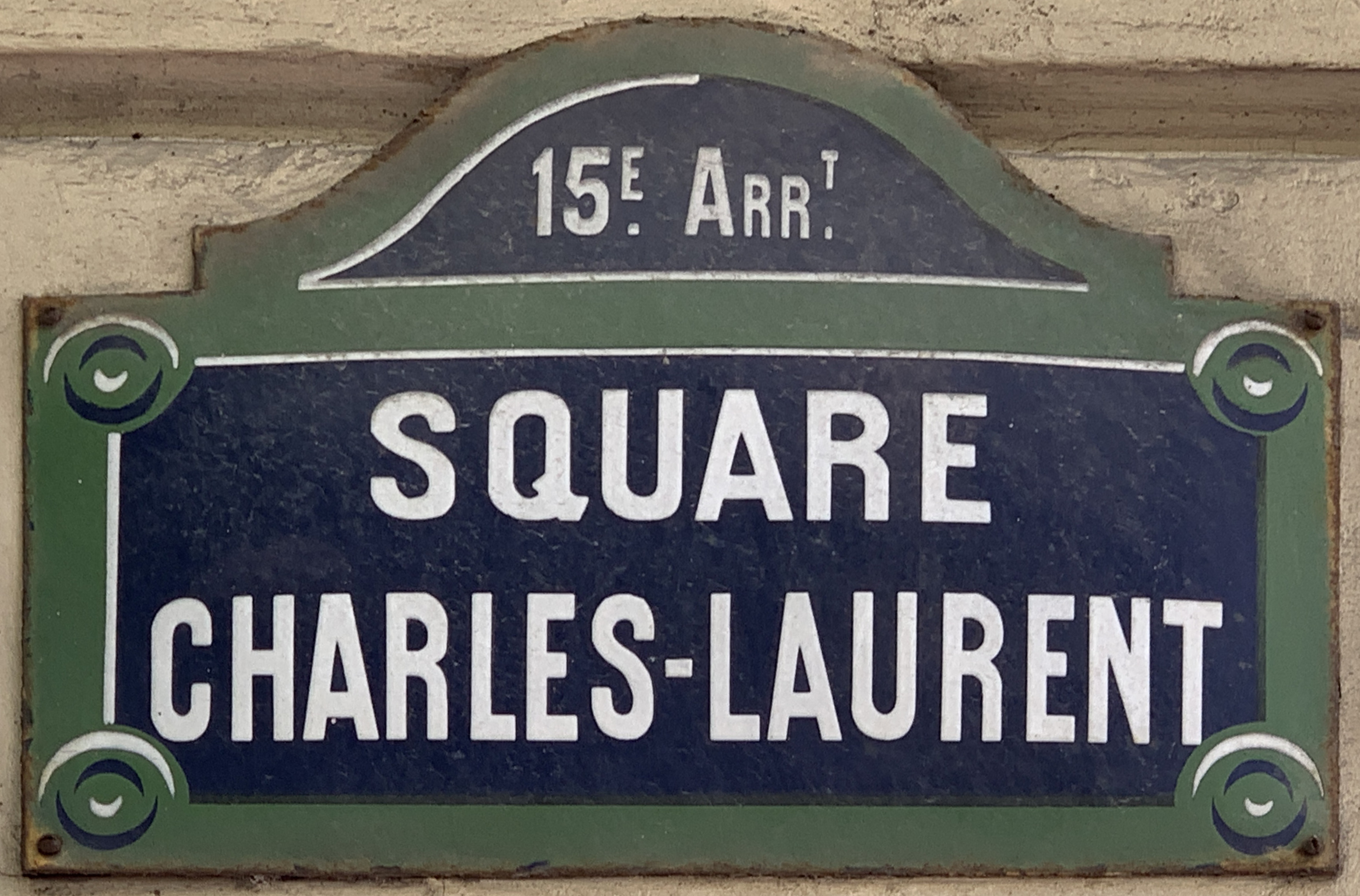
Plaque du square.

Il doit son nom à Charles Laurent (1856-1939), fondateur du Crédit national.

## Historique
Le square Charles-Laurent est une voie privée qui a été créée en 1930 à l'initiative du Crédit national. Il est composé d'immeubles d'habitations construits pour partie au début des années 1930 et pour partie au début des années 1970 lors d'un important chantier de restructuration du lieu. L'ensemble est resté la propriété du Crédit national jusqu'au milieu des années 1990 et est accessible par trois entrées, rue Lecourbe, rue Cambronne et villa Poirier.